# Resolutie 2735 Veiligheidsraad Verenigde Naties
Resolutie 2735 van de Veiligheidsraad van de Verenigde Naties werd aangenomen op 10 juni 2024. De resolutie riep Hamas op om een voorgestelde gijzelings- en wapenstilstandsovereenkomst in de oorlog tussen Israël en Hamas te aanvaarden. 
De resolutie was ingediend door de Verenigde Staten. Ze werd unaniem goedgekeurd; de Russische Federatie onthield zich van stemming. 

## Inhoud
De resolutie  omvatte een driefasenvoorstel. Er werd vastgesteld dat Israël het voorstel aanvaardde. De uitvoering van het beschreven akkoord zou resulteren in de vrijlating van alle gijzelaars die door Hamas werden vastgehouden, een permanent staakt-het-vuren in de Gazastrook en een meerjarenplan voor wederopbouw. 
Daarnaast wees de resolutie elke demografische of territoriale verandering in de Gazastrook af. Ook bevestigde de Veiligheidsraad opnieuw zijn steun voor een tweestatenoplossing, waarbij de Gazastrook en de Westelijke Jordaanoever zouden worden samengevoegd onder bestuur van de Palestijnse Autoriteit.